# (5877) Toshimaihara
(5877) Toshimaihara es un asteroide perteneciente al cinturón de asteroides, región del sistema solar que se encuentra entre las órbitas de Marte y Júpiter, descubierto el 23 de marzo de 1990 por Eleanor F. Helin desde el Observatorio del Monte Palomar, Estados Unidos.

## Designación y nombre
Designado provisionalmente como 1990 FP. Fue nombrado Toshimaihara en homenaje a Toshinori Maihara, profesor emérito de la Universidad de Kioto, fue líder en astronomía infrarroja en Japón. Es desarrollador de códigos del mayor telescopio tecnológico nuevo de Japón, que se instalará en el Observatorio Okayama de la Universidad de Kioto.

## Características orbitales
Toshimaihara está situado a una distancia media del Sol de 2,557 ua, pudiendo alejarse hasta 2,866 ua y acercarse hasta 2,248 ua. Su excentricidad es 0,120 y la inclinación orbital 16,31 grados. Emplea 1493,86 días en completar una órbita alrededor del Sol.

## Características físicas
La magnitud absoluta de Toshimaihara es 13. Tiene 6,611 km de diámetro y su albedo se estima en 0,337. 